# Prvoslav Vujčić
Prvoslav Vujčić (Požarevac, 20 de julho de 1960) é um  escritor, poeta, e colunista da Sérvia. Vujčić é um dos escritores o mais proeminentes Sérvios a trabalhar e residir fora da Sérvia.

## Biografia
Filho de Jefrem e Nadežda Vujčić, Prvoslav nasceu na cidade de Požarevac. Prvoslav Vujčić é membro da Associação dos escritores da Sérvia. Reside atualmente no Canadá.

## Estilo poético
Prvoslav Vujčić é considerado um escritor contemporâneo.

## Livros publicados
- "Os pensamentos de um cadáver" (Razmišljanja jednog leša), 2004
- "Belgrado, está bom, de Toronto para você" (Beograde, dobro je, bi' iz Toronta tebi), 2004
- "A castração do vento" (Kastriranje vetra), 2005
- "A nona etapa do universo" (Deveto koleno sve/mira), 2005